# Chiyoshi Kubo
Chiyoshi Kubo (japanisch 久保 千代志, Kubo Chiyoshi; * 27. Juli 1952 Hokkaidō) ist ein ehemaliger japanischer Radrennfahrer.

## Sportliche Laufbahn
Kubo war im Bahnradsport aktiv und Spezialist für den Sprint und Keirinrennen. Bei den Bahnradsport-Weltmeisterschaften 1981 gewann er beim Sieg von Danny Clark die Bronzemedaille im Keirin der Berufsfahrer. Er war der erste japanische Medaillengewinner im Keirin bei den Weltmeisterschaften.
Kubo besuchte ab 1971 die Nippon Keirin School, an der japanischen Bahnradfahrer im Keirinrennen zu Radprofis ausgebildet wurden. Seinen ersten Sieg holte er 1972. Von den bedeutenden Keirinturnieren gewann er 1981 den Takamatsunomiya-Pokal. 1997 beendete er seine Laufbahn als Keirinprofi.